# 우라촌 (효고현)
우라촌(浦村)은 효고현 쓰나군에 있던 촌이다. 현재의 아와지시 북동부에 해당한다.

## 역사
- 1889년 4월 1일 - 정촌제 시행에 의해 이와야촌, 에히라촌의 구역을 가지고 쓰나군 우라촌이 성립하였다.
- 1956년 4월 1일 - 가리야정, 이와야정, 우라촌, 다마구치촌과 합병해, 아와지정이 성립, 동일 우라촌은 폐지되었다.

## 교통

### 도로
- 국도 제28호선

## 참고문헌
- 角川日本地名大辞典 28 兵庫県